# Principio dell'attualismo
Il termine attualismo (o il suo sinonimo uniformismo) coniato da due geologi scozzesi, James Hutton e  Charles Lyell, intorno al 1800, utilizzato in geologia, afferma che i fenomeni geologici o fisici che operano adesso, hanno sempre agito, con la stessa intensità nel passato dei tempi geologici.
Anche in paleoclimatologia si utilizza il principio dell'attualismo, secondo il quale i fenomeni che regolano le dinamiche attuali del nostro pianeta sono le stesse che lo hanno governato anche nel passato. La paleoclimatologia, nel determinare le cause che hanno scatenato i cambiamenti climatici passati, si propone di capire come i fattori naturali e antropici possano influenzare il clima nel futuro. In linea generale, comunque, il principio dell'attualismo è ritenuto tanto più valido quanto più viene riferito a tempi recenti.

## Origine del termine in geologia
Viene fatto risalire, alla fine del XVIII secolo, ai lavori del geologo James Hutton (nei quali è associato intimamente al concetto di ciclicità degli eventi geologici), ai lavori di John Playfair, e soprattutto ai Principles of Geology di Charles Lyell (1830). Il corrispondente termine inglese Uniformitarianism fu coniato nel 1832 da William Whewell il quale creò anche il termine catastrofismo al fine di definire le concezioni religiose, molto diffuse fra i protestanti di lingua inglese, secondo le quali la storia della Terra, come un dramma, aveva avuto un inizio distinto con la creazione e procedeva verso la conclusione finale con la fine del mondo e il millenarismo.

## Forme principali
L'attualismo, sebbene considerato spesso un singolo principio, corrisponde in realtà a una famiglia concetti imparentati fra di loro ma non identici. Il paleontologo e teorico dell'evoluzione Stephen Jay Gould in un lavoro del 1965, ha distinto quattro aspetti con il suo sinonimo uniformismo:  
1. uniformità di legge;
2. uniformità di genere;
3. uniformità di grado;
4. uniformità di risultato.

Il primo aspetto è stato accettato pressoché universalmente ed è divenuto rapidamente parte del consenso scientifico; il quarto, al contrario, è stato rifiutato pressoché universalmente dalla comunità scientifica fin dalla metà del XIX secolo. Il secondo e soprattutto il terzo aspetto sono controversi e, sebbene accettati in misura crescente nel XX secolo, sono stati criticati da alcuni scienziati i quali ritengono che non sia sempre possibile garantire la presunzione dell'uniformità.

## Attualismo e catastrofismo
Nella geologia moderna, l'attualismo (o uniformismo) è l'osservazione che i processi geologici che operano oggi e operarono anche nel passato più lontano.
Al contrario, il catastrofismo, principio secondo il quale alcune caratteristiche della superficie terrestre sono comparse improvvisamente nel passato, in base a processi geologici radicalmente diversi da quelli che si verificano attualmente. Sono tuttavia noti molti eventi "catastrofici" che sono perfettamente compatibili con l'uniformismo. Per esempio, Charles Lyell riteneva che i processi geologici attualmente accettati avrebbero causato l'inversione del flusso del Niagara (fiume) tanto che fra 10 anni le sue acque si sarebbero dirette al Lago Erie con inondazioni catastrofiche di gran parte dell'America Settentrionale.

## In filosofia
Attualismo (o uniformismo) è il principio, sintetizzabile nell'espressione «che non cambia, permane e/o si ripete», che nella filosofia della scienza (branca della filosofia rivolta a indagare la validità delle affermazioni scientifiche) denota la caratteristica per la quale le leggi naturali che hanno operato nei tempi passati sono le stesse che possono essere osservate nel tempo presente. Il suo significato metodologico è compendiato frequentemente dall'asserzione: «Il presente è la chiave al passato»; oppure, con una formulazione ancora più semplice, che ieri, come oggi, le stesse cause comportavano gli stessi effetti.

### Idealismo attuale
Attualismo, nella filosofia idealistica, è, specificamente, una dottrina formulata da Giovanni Gentile, esponente dell'idealismo italiano. È il principio per il quale il Pensiero pone se stesso e in se stesso tutta la realtà, con un atto perenne mai concluso.